# Clorur de zinc
El clorur de zinc és un compost químic de fórmula ZnCl₂. Es coneixen fins a nou formes cristal·lines diferents, totes molt solubles en aigua.